# The Great Rock ’n’ Roll Swindle
The Great Rock ’n’ Roll Swindle (engl. für Der große Rock-’n’-Roll-Schwindel) ist ein britischer Mockumentary-Film aus dem Jahr 1980 von Julien Temple über die britische Punkrock-Band Sex Pistols.

## Inhalt
Gitarrist Steve Jones spielt einen zwielichtigen Privatdetektiv, der nach einer Reihe von Vorfällen die Wahrheit über die Band ans Tageslicht bringt.
Der Film erzählt eine stilisierte, fiktionale Version der Geschichte der Band, ihres Aufstiegs sowie ihrer späteren Auflösung aus der Perspektive ihres damaligen Managers Malcolm McLaren. Im Film gibt McLaren vor, die Sex Pistols gegründet und sie an die Spitze des Musikgeschäfts gebracht zu haben, indem er sie als Marionetten für seine eigenen Absichten missbrauchte. Weiterhin beansprucht er die finanziellen Erlöse aus den in der kurzen Geschichte der Band zustande gekommenen Verträgen, u. a. mit den Labels EMI, A&M, Virgin und Warner Bros. Records.
Schlagzeuger Paul Cook und Bassist Sid Vicious spielen kleinere Rollen im Film, ebenso der damals flüchtige Zugräuber Ronald Biggs, Edward Tudor-Pole von der Band Tenpole Tudor, der Sexfilm-Star Mary Millington und die Schauspielerinnen Irene Handl und Liz Fraser.

## Hintergrund
Das Filmmaterial entstand im Frühjahr/Sommer 1978, zwischen John Lydons Weggang und dem endgültigen Ende der Band. Der Film wurde letztlich knapp zwei Jahre später veröffentlicht. Lydon wurde in den Credits nur als The Collaborator (deutsch: „Mitarbeiter“) geführt, und der ursprüngliche Bassgitarrist Glen Matlock erschien nur im Archivmaterial. Lydon hatte es abgelehnt, mit der Produktion in Verbindung gebracht zu werden.
Der Dokumentarfilm The Filth and the Fury aus dem Jahr 2000, ebenfalls von Julien Temple, erzählt die Geschichte neu aus der Perspektive der Band. Damit widerlegt Temple selbst die Behauptung in The Great Rock ’n’ Roll Swindle, dass McLaren der treibende, kreative Kopf der Band gewesen sein soll.
Der Film wurde auf der Totenwache von Ian Curtis – dem Frontmann der Band Joy Division – gezeigt.

## Veröffentlichung
Die Unterzeile der 1982 von Virgin Video veröffentlichten VHS-Version lautete The Swindle Continues in Your Own Home (englisch für „Der Schwindel geht weiter in Ihrem Zuhause“). Im Jahr 2005 wurde der Film von Sony auf DVD veröffentlicht.